# لورين فيشر
لورين فيشر (بالإنجليزية: Lorraine Fisher)‏ هي لاعب كرة قاعدة أمريكية، ولدت في 5 يوليو 1928 في ديترويت في الولايات المتحدة، وتوفي بنفس المكان في 11 نوفمبر 2007.